# Saturate
Saturate is het eerste studioalbum van de Amerikaanse hardrockband Breaking Benjamin. De datum van release is 27 augustus 2002. Momenteel heeft Breaking Benjamin vier albums. ("Saturate", "We are not alone", "Phobia" en "Dear Agony")

## Lijst van nummers
1. "Wish I May" 3:58
2. "Medicate" 3:45
3. "Polyamorous" 2:56
4. "Skin" 3:20
5. "Natural Life" 4:00
6. "Next to Nothing" 3:43
7. "Water" 4:12
8. "Home" 3:37
9. "Phase" 4:31
10. "No Games" 3:35
11. "Sugarcoat" 3:38
12. "Shallow Bay" 4:05
13. "Forever" (Hidden Track) 3:55